# Anette Fanqvist
Karin Anette Fanqvist (Fränsta, 16 de junio de 1969) es una deportista sueca que compitió en esquí de fondo.
Ganó una medalla de bronce en el Campeonato Mundial de Esquí Nórdico de 1995, en la prueba de relevo. Participó en los Juegos Olímpicos de Nagano 1998, ocupando el octavo lugar en la misma prueba.

## Palmarés internacional
| Campeonato Mundial | Campeonato Mundial   | Campeonato Mundial | Campeonato Mundial |
| Año                | Lugar                | Medalla            | Prueba             |
| ------------------ | -------------------- | ------------------ | ------------------ |
| 1995               | Thunder Bay (Canadá) | Medalla de bronce  | Relevo 4 × 5 km    |